# Willem Ehlhardt
Willem Nicolaas Ehlhardt (Gent, 22 oktober 1905 - Zaandam, 1 maart 1945) was een Nederlandse collaborateur tijdens de Tweede Wereldoorlog. Hij werd in maart 1945 door het verzet geliquideerd.

## Levensloop
Ehlhardt was afkomstig uit Kampen, maar woonde in Zaandam. Hij was daar hoofd van de waterpolitie. Tijdens de Hongerwinter nam de Zaanse waterpolitie veel spullen in beslag van de voedselzoekers die richting het noorden van Noord-Holland trokken. Voorafgaand aan de liquidatie zou Ehlhardt verschillende keren door het verzet zijn gewaarschuwd. In februari 1945 stelde Jan Jongh een rapport op basis waarvan besloten werd om Ehlhardt te liquideren. In het rapport schreef Jongh: " Deze schurk heeft geen moraal en is voor de NBS zeer gevaarlijk. Na een gesprek met de politie kwam vast te staan dat ook deze er direct mee akkoord gaat als dit duistere figuur uit de weg geruimd wordt".
De Zaandamse tak van de Raad van Verzet gaf toestemming voor de liquidatie. Voordat het zover was werd hij drie dagen geschaduwd. Op 1 maart 1945 werd hij neergeschoten op de Burgemeester ter Laanstraat in Zaandam. Ehlhardt werd in beide benen geraakt, maar de schoten waren niet direct dodelijk. Hij overleed pas na aankomst in het ziekenhuis.
De Duitsers lieten de aanslag niet over hun kant gaan. Op 18 en 19 februari waren in Alkmaar vijf mannen gearresteerd die behoorden tot de Raad van Verzet: Gerardus Hubertus Cevat, Antonius Johannes van de Kamer, Rens Rempt, Johannes Petrus van Roon en Willem Zwart. Zij waren aangemerkt als toteskandidaat. Zij werden op 10 maart gefusilleerd nabij de Bernhardbrug in Zaandam.